# Liste von Karstquellen in der Schweiz

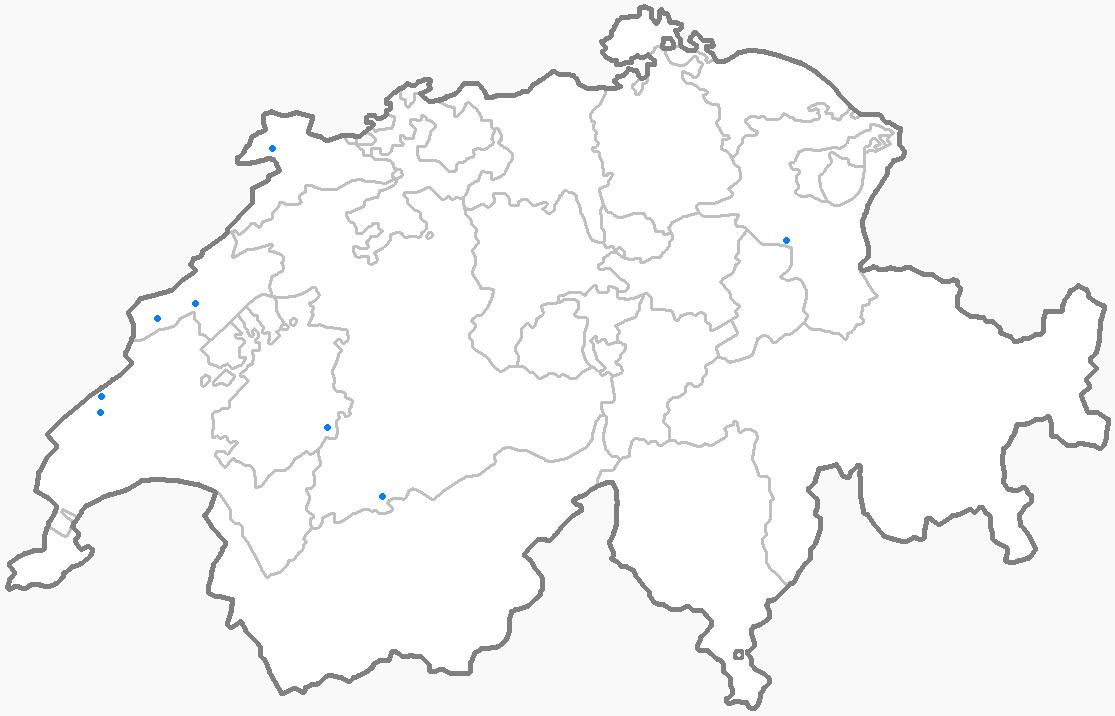
Karstquellen in der Schweiz

Dies ist eine Liste von Karstquellen in der Schweiz. Sie enthält eine Auswahl von Karstquellen, die in der Schweiz liegen.

## Liste von Karstquellen

### Hinweise
- Die Schüttungswerte können abweichen, wenn der Herausgeber der Daten lediglich den Durchschnittswert von MNQ und MHQ errechnete. Die mittlere Schüttung liegt deutlich darunter. Falsche Zahlen können auch durch Angeben des MHQ als MQ entstehen.
- Eine umfangreiche Liste von Karstquellen außerhalb der Schweiz ist in der Liste von Karstquellen aufgeführt.

### Die Liste
| Anfangsbuchstabe der Quelle: A B C D F G H K L M N O R S V |

| Bild | Name                           | Mittlere Schüttung (l/s) | Ort / Gemeinde               | Kanton (Verwaltungsregion)  | Flusssystem | Lage |
| ---- | ------------------------------ | ------------------------ | ---------------------------- | --------------------------- | ----------- | ---- |
|      | Acqua del Pavone               | max. 5'000               | Cevio                        | Tessin (Tessin)             | Ticino      | ⊙    |
|      | Source de l’Areuse             | 700                      | Saint-Sulpice NE             | Neuenburg (Val-de-Travers)  | Rhein       | ⊙    |
|      | Source Bellegarde              |                          | Jaun                         | Freiburg (Greyerz)          | Rhein       | ⊙    |
|      | Blanches Fontaines             | 500–15'000               | Undervelier                  | Jura (Jura)                 | Rhein       | ⊙    |
|      | Sorgente Bossi (Böss)          |                          | Arogno                       | Tessin (Tessin)             | Ticino      | ⊙    |
|      | Source du Brassus              |                          | Le Brassus                   | Waadt (Jura-Nord vaudois)   | Rhein       | ⊙    |
|      | Bätterich                      |                          | Sundlauenen                  | Bern (Bern)                 | Rhein       | ⊙    |
|      | Sorgente del Brenno (Pertusio) | 1'300                    | Blenio                       | Tessin (Tessin)             | Ticino      | ⊙    |
|      | Fonte del Castelletto          |                          | Melano                       | Tessin (Tessin)             | Ticino      | ⊙    |
|      | Funtana Chistagna              | 25                       | Valsot                       | Graubünden (Graubünden)     | Inn         | ⊙    |
|      | Emergence de la Chaudanne      | 70–3'000                 | Rossinière                   | Waadt (Waadt)               | Rhone       | ⊙    |
|      | Fontanet de Covatannaz         | max. 5'000               | Vuiteboeuf                   | Waadt (Waadt)               | Rhone       | ⊙    |
|      | Creux-Genat                    | max. 20'000              | Courtedoux                   | Jura (Pruntrut)             | Rhone       | ⊙    |
|      | Dou                            | 250                      | Cormoret                     | Bern (Berner Jura)          | Rhein       | ⊙    |
|      | Friedhöfler                    | intermittierend          | Ennetbürgen                  | Nidwalden (Nidwalden)       | Rhein       | ⊙    |
|      | Furli-Höhle                    | 50                       | Unteriberg                   | Schwyz (Schwyz)             | Rhein       | ⊙    |
|      | Geltenbachhöhle                |                          | Kandersteg                   | Bern (Bern)                 | Rhein       | ⊙    |
|      | Source de la Gryonne           |                          | Gryon                        | Waadt (Waadt)               | Rhone       | ⊙    |
|      | Hundloch                       |                          | Wägital                      | Schwyz (Schwyz)             | Rhein       | ⊙    |
|      | Source de la Lionne            |                          | L’Abbaye                     | Waadt (Jura-Nord vaudois)   | Rhein       | ⊙    |
|      | Merlinquelle                   | 3'000-300'000            | Péry-La Heutte, Sauge, Orvin | Bern (Berner Jura)          | Rhein       | ⊙    |
|      | Grotte de Môtiers              |                          | Môtiers                      | Neuenburg (Neuenburg)       | Rhone       | ⊙    |
|      | Fontannets de la Mothe         | 10–7'500                 | Vugelles-La Mothe            | Waadt (Waadt)               | Rhone       | ⊙    |
|      | Source de la Noiraigue         |                          | Noiraigue                    | Neuenburg (Val-de-Travers)  | Rhein       | ⊙    |
|      | Source de l’Orbe               |                          | Vallorbe                     | Waadt (Jura-Nord vaudois)   | Rhein       | ⊙    |
|      | Raissette                      |                          | Cormoret                     | Bern (Berner Jura)          | Rhein       | ⊙    |
|      | Rinquelle                      | 2'650                    | Amden                        | St. Gallen (See-Gaster)     | Rhein       | ⊙    |
|      | Source de la Sarvaz            | max. 9'000               | Saillon                      | Wallis (Wallis)             | Rhone       | ⊙    |
|      | Siebenbrünnen                  | 2'800                    | Lenk                         | Bern (Obersimmental-Saanen) | Rhein       | ⊙    |
|      | Source de la Serrière          | 190–10'900               | Neuenburg                    | Neuenburg (Neuenburg)       | Rhone       | ⊙    |
|      | Buco della Sovaglia            |                          | Val Mara                     | Tessin (Tessin)             | Ticino      | ⊙    |
|      | Emergence de la Venoge         | 10–7'500                 | L’Isle                       | Waadt (Waadt)               | Rhone       | ⊙    |